# Segarcea
Segarcea (wymowaⓘ) – miasto w południowo-zachodniej Rumunii, w okręgu Dolj. Liczy 7 356 mieszkańców (dane z grudnia 2021 roku). Położone jest około 25 kilometrów od Krajowy, stolicy okręgu. Znane jest ze swoich białych win. Merem miasta od 2020 jest Nicolae Tutunaru, członek Partii Socjaldemokratycznej. Powierzchnia miasta wynosi 66,93 kilometrów kwadratowych.